# La maja del capote
La maja del capote es una película española de drama estrenada en 1944, dirigida por Fernando Delgado de Lara y protagonizada en los papeles principales por Juan Calvo y Estrellita Castro.

## Sinopsis
Mari Blanca se enamora del torero Pepe Hillo, pero debe renunciar a él para salvar de la ruina la economía familiar con un matrimonio de conveniencia.

## Reparto
- Juan Calvo como Francisco de Goya
- Estrellita Castro como Mari Blanca
- Manuel del Pozo como Pepe-Hillo, torero
- Faustino Bretaño
- Manuel Requena
- Jacinto San Emeterio